# 1-辛烯-3-酮
1-辛烯-3-酮是導致金屬和血液與皮膚接觸產生典型「金屬氣味」的物質，化學式為C8H14O。1-辛烯-3-酮具有強烈的蘑菇樣氣味，氣味檢測閾值為 0.03–1.12 µg/m3，是造成「金屬味」的主要化合物，其次是癸醛（橙皮味、花香味）和壬醛（牛油味、水果味）。1-辛烯-3-酮是皮膚脂質過氧化物與Fe2+發生化學反應的降解還原產物。1-辛烯-3-酮是1-辛烯的酮類似物。

## 自然發現
它也由葡萄鉤絲殼產生，這是一種能引起葡萄白粉病的真菌。